# Хвабуга
Хвабуга — река в России, протекает по территории Краснодарского края. Устье реки находится в 8 км от устья Тухи по левому берегу. Длина реки — 12 км, площадь водосборного бассейна — 30 км².

## Данные водного реестра
По данным государственного водного реестра России относится к Кубанскому бассейновому округу, водохозяйственный участок реки — Белая. Речной бассейн реки — Кубань.
Код объекта в государственном водном реестре — 06020001112108100004878.